# Pseudotropheus saulosi
Pseudotropheus saulosi és una espècie de peix de la família dels cíclids i de l'ordre dels perciformes.

## Morfologia
Els mascles poden assolir els 8,6 cm de longitud total.

## Distribució geogràfica
Es troba a l'Àfrica oriental: és una espècie de peix endèmica del llac Malawi.